# Yuan Lvwen
Yuan Lvwen (* 17. Januar 1996 in Nantong) ist eine chinesische Beachvolleyballspielerin.

## Karriere
Mit Wang Jiaxi startete die in der Provinz Jiangsu geborene Sportlerin 2014 bei der U19-Weltmeisterschaft in Porto. Nach dem vierten Platz im Pool, wo sie unter anderem gegen die Vizeweltmeisterinnen Lisa Arnholdt und Sarah Schneider verloren, überstanden sie die erste Hauptrunde und sicherten sich so den geteilten neunten Platz. Nicht so gut lief es bei den Olympischen Jugendspielen im gleichen Jahr. Auch dort trafen sie in der Vorrunde auf die Deutschen, die sich in Nanjing Bronze sicherten. Das chinesische Duo belegte in der Gruppe den vorletzten Platz. Von 2015 bis Anfang Juni 2017 trat Yuan zunächst mit Huang Yujing und später mit Zhu Lingdi ausschließlich bei nationalen Veranstaltungen an. Mit Letzterer stand sie zwei Mal im Endspiel, und mit ihr wagte sie sich zum ersten Mal auf internationales Terrain. Beim FIVB Zwei-Sterne-Turnier in Jiangning erreichten die Chinesinnen das Achtelfinale, während beim gleichwertigen Wettbewerb in der Heimatstadt der Einundzwanzigjährigen schon in der ersten Runde das Aus kam. Ein Jahr danach lief es im selben Ort mit der neuen Partnerin Wang Jingwen und dem zweiten Platz in der Gruppe etwas besser, aber auch diesmal war die Runde der letzten Sechzehn Endstation. Mit Bai Bing begann in derselben Saison eine neue Partnerschaft, bei der als beste Ergebnisse ebenfalls Achtelfinalteilnahmen bei Zwei-Sterne-Events herauskamen.
Nach einer dreijährigen Pause waren Yuan Lvwen und Dong Jie zu einer Zusammenarbeit bereit. Bei ihrem ersten gemeinsamen Auftritt siegten sie in Daegu, gewannen Bronze in Warschau und standen in Cortegaça zum zweiten Mal auf der obersten Stufe des Podests. In den drei Orten fanden Futures der neu geschaffenen Volleyball World Beach Pro Tour der FIVB statt. Ein geteilter neunter Rang war das Resultat beim zweiten Challenge in Dubai, während sich die Asiatinnen einen Monat später über ihr sportlich wertvollstes Ergebnis bis zu diesem Zeitpunkt bei der gleichartigen Veranstaltung in Torquay freuen konnten. Nach dem zweiten Platz im Pool siegten sie gegen Alice Zeimann / Shaunna Polley aus Neuseeland und Helena Havelkova / Markéta Sluková aus Tschechien sowie ihre chinesischen Landsfrauen Xia Xinyi / Lin Meimei, denen sie im Endspiel der Gruppe B noch unterlegen waren. Erst die späteren Weltmeisterinnen Sara Hughes und Kelly Cheng konnten den Siegeszug von Yuan und Die im Finale beenden. Eine Woche später überstanden die Chinesinnen die zwei Qualifikationsrunden beim Elite16 in der australischen Kleinstadt, konnten jedoch keins der drei folgenden Spiele im Hauptfeld für sich entscheiden und trennten sich anschließend. 
2023 stand Yuan Lvwen mit Han Wenqin bei zwei Futures je einmal im Halb- und im Viertelfinale, mit Jiang Kaiyue ein Spieljahr später auf der zweiten Stufe des Stockerls beim gleichwertigen Wettbewerb in Qingshan. Mit ihrer Partnerin aus 2017 beendete sie das Jahr 2024 beim Challenge in Haikou. Das Duo scheiterte knapp in der zweiten Runde der Vorausscheidung.